# Steppa del Kazakistan
La steppa del Kazakistan (in kazako Қазақ даласы?) è un'ecoregione dell'ecozona paleartica, definita dal WWF (codice ecoregione: PA0810), che si estende attraverso l'Asia centrale dal fiume Ural fino ai contrafforti degli Altaj, occupando principalmente il Kazakistan settentrionale, ma anche alcune zone meridionali della Siberia russa (oblast' di Omsk, oblast' di Novosibirsk e kraj dell'Altaj).

## Territorio
Questa regione è la più vasta distesa di steppa arida del mondo. Prima che venisse in gran parte convertita in terreni agricoli, negli anni cinquanta, costituiva una fascia ininterrotta che si allungava attraverso l'Asia centrale dal fiume Ural a ovest ai contrafforti dell'Altaj a est (grossomodo tra i 48 e i 50° di latitudine nord). I suoi confini coincidono con un centro di alta pressione atmosferica. Le estati sono generalmente calde e secche, mentre gli inverni sono rigidi, senza però significativi accumuli di neve. Ogni anno la regione riceve tra i 250 e i 300 mm di pioggia, che cadono prevalentemente in primavera. I forti venti sono frequenti. In estate provocano spesso siccità, mentre in inverno danno spesso vita a terribili tempeste di neve, chiamate buran. Per quanto concerne la geologia, la regione è alquanto diversificata. Il rilievo può essere costituito da un bassopiano completamente pianeggiante o da un altopiano dolcemente ondulato. In quest'ultimo caso, le colline sono il risultato di antichi processi erosivi tipici di questa ecoregione, montagne poco elevate dalle forme gentili che vengono chiamate melkosopochniki, che solo molto raramente superano i 200 m di elevazione. In alcune zone dell'ecoregione, specialmente alla sua estremità occidentale (bacino del lago Shalkar) e nelle regioni orientali (pianura di Kulunda), si sono progressivamente accumulati strati di sale. La regione è attraversata da alcuni grandi fiumi, come l'Ural, l'Irtysh e i loro affluenti. Tuttavia, la maggior parte della regione è situata in bacini chiusi. Numerosi sono i laghi dal fondo piatto, da quelli minuscoli, soprannominati «piattini», a quelli molto grandi, come il Kulundinskoye, il Tengiz e lo Shalkar. Suoli tipici della regione sono il chernozem (suoli neri) e i suoli bruni, ma essi accumulano meno humus degli stessi tipi di suoli presenti più a nord e a ovest.

## Flora
Nella regione sono presenti oltre 25 formazioni vegetali diverse di steppa. La maggior parte della regione è occupata da steppa e steppa arida, mentre la steppa desertica è meno frequente. Il paesaggio è costituito da immense distese erbose, dominate per lo più da specie dei generi Stipa (Stipa zalesskii, S. lessingiana, S. pennata, S. tirsa, S. capillata, S. sareptana, S. orientalis), Festuca (Festuca valesiaca, F. rupicola), Agropyron e Helictotrichon, nonché da Koeleria pyramidata. Un altro genere molto rappresentato è Artemisia (Artemisia austriaca, A. lerchiana, A. lessingiana, A. santonicum, A. gracilescens, A. marschalliana, A. frigida, A. ammaniana, A. nitrosa). La steppa occupa gli altopiani, fatta eccezione per le depressioni più profonde e le guglie, le depressioni lacustri e le depressioni ricoperte di solonchak. Nelle depressioni più profonde crescono vari tipi di prato: comunità di alofite, paludi erbose e paludi erbose alberate. In questa regione è comune anche la steppa arbustiva, costituita da cespugli di xerofite e da specie arboree dei generi Spiraea, Caragana, Prunus e Lonicera.

## Fauna
La maggior parte dei mammiferi qui presenti scava, vive in colonie o migra. Tra questi ultimi, solamente la saiga (Saiga tatarica) sopravvive ancora oggi in questa ecoregione. Ripresasi dalle soglie dell'estinzione nel corso del XX secolo, questa specie di antilope è divenuta di nuovo rarissima, ma attualmente il numero di esemplari è nuovamente in crescita. La saiga effettua lunghe migrazioni tra i pascoli invernali e i «reparti maternità» estivi. Oltre alla saiga, di gran lunga la specie più carismatica delle vaste steppe del Kazakistan, la tipica fauna mammaliana della regione comprende numerosi roditori, come citelli (Spermophilus), criceti (Cricetus, Cricetulus, Phodopus), arvicole (Microtus), topi delle betulle (Sicista), lemming (Lagurus) e marmotte (Marmota bobak), e lagomorfi, come pika (Ochotona) e lepri (Lepus). Tipici carnivori della steppa sono il lupo (Canis lupus), le volpi (Vulpes vulpes, V. corsac) e la puzzola delle steppe (Mustela eversmanii).
Centinaia di migliaia di uccelli acquatici visitano gli specchi d'acqua deserti della steppa del Kazakistan durante le loro migrazioni primaverili e autunnali, ed alcuni vi nidificano anche. Alcune zone umide, come quelle che circondano i laghi Kourgaldzhin e Tengiz (2580 km²), sono protette dalla Convenzione di Ramsar. Queste zone umide sono di particolare importanza per la conservazione di alcune rare specie di uccelli acquatici, come due specie di gabbiani, il gabbiano relitto (Ichthyaetus relictus) e il gabbiano di Pallas (I. ichthyaetus), il gobbo rugginoso (Oxyura leucocephala), l'anatra marmorizzata (Marmaronetta angustirostris), il fenicottero maggiore (Phoenicopterus roseus), la moretta tabaccata (Aythya nyroca), la pavoncella gregaria (Vanellus gregarius) e due specie di pellicani, il pellicano riccio (Pelecanus crispus) e il pellicano bianco (P. onocrotalus), nonché per molti altri uccelli (in tutto 112 specie). Qui sono state condotte ricerche sull'ecologia e la biologia degli uccelli acquatici (Pelecaniformi, Ciconiiformi), ma anche sul gabbiano nordico (Larus argentatus) e sul chiurlottello (Numenius tenuirostris).
Tra le altre specie rare o minacciate di uccelli qui presenti ricordiamo quattro specie di aquile, l'aquila reale (Aquila chrysaetos), l'aquila imperiale (A. heliaca), l'aquila rapace (A. rapax) e il biancone eurasiatico (Circaetus gallicus), il falco pescatore (Pandion haliaetus), quattro specie di falchi, il falco sacro (Falco cherrug), il falco di Berberia (F. pelegrinoides), il falco pellegrino (F. peregrinus) e il girfalco (F. rusticolus), la damigella di Numidia (Grus virgo) e due specie di otarda, l'otarda eurasiatica (Otis tarda) e la gallina prataiola (Tetrax tetrax).
Tra i rettili, sono qui presenti la lucertola agile (Lacerta agilis) e la vipera dell'Orsini (Vipera ursinii), mentre tra gli anfibi ricordiamo il rospo smeraldino (Bufotes viridis) e la rana arvale (Rana arvalis).

## Popolazione
La parte occidentale della steppa del Kazakistan è molto scarsamente abitata, con una densità di popolazione che oscilla tra due e tre abitanti per chilometro quadrato. Procedendo verso est, la densità di popolazione aumenta, fino a raggiungere valori compresi tra quattro e sette abitanti per chilometro quadrato. La maggior parte della popolazione qui presente è costituita da Kazaki. Alla Russia appartengono circa 7360 km² nel settore meridionale della steppa, dove si trova il più antico spazioporto del mondo, il cosmodromo di Baikonur.

## Conservazione

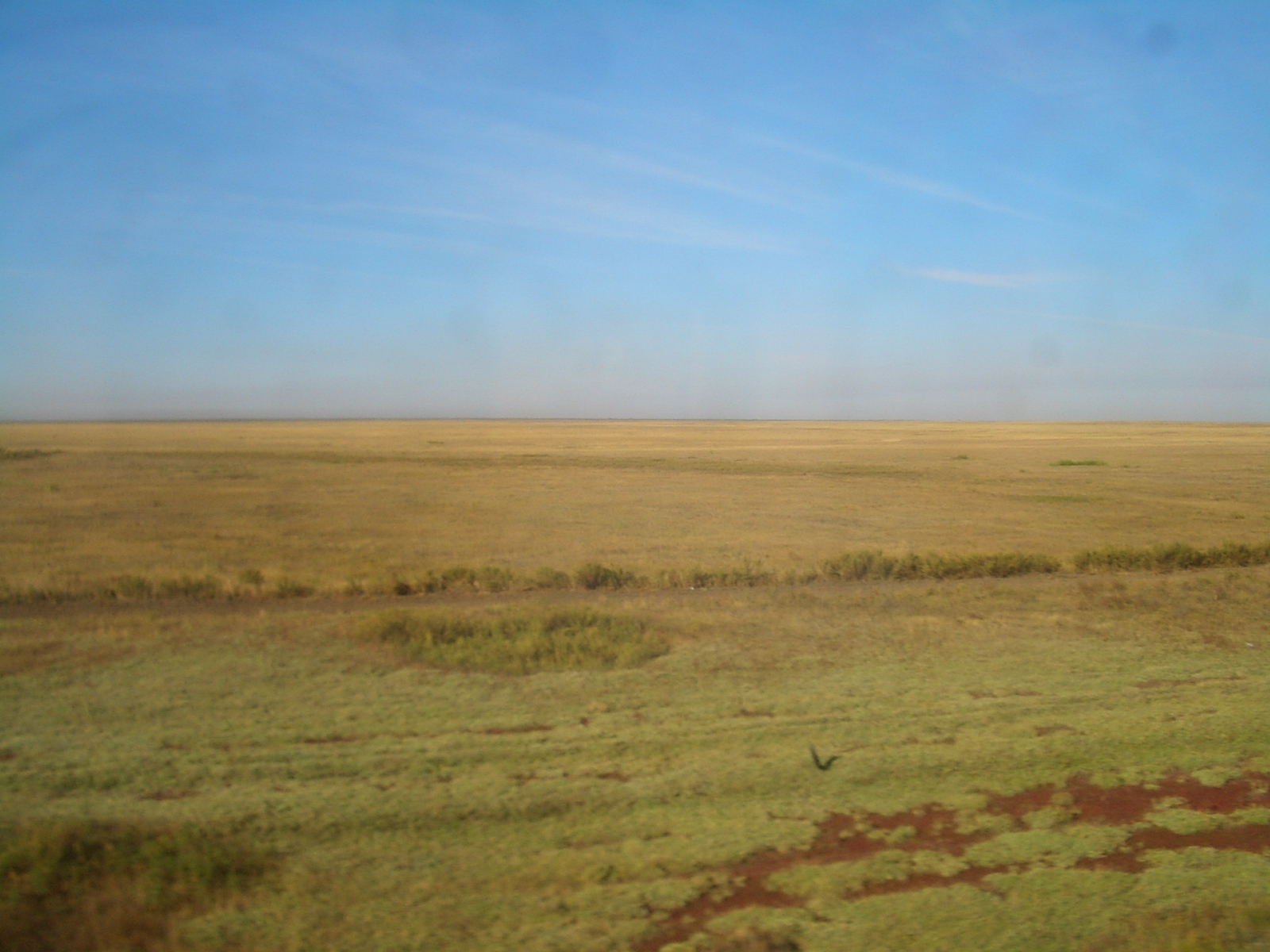
La steppa nella regione di Aqmola a nord di Nur-Sultan, Kazakistan

In questa ecoregione le minacce principali sono correlate all'agricoltura e, su scala minore, all'estrazione mineraria. Il dissodamento del terreno e le miniere a cielo aperto di minerali grezzi e carbone hanno contribuito direttamente alla distruzione degli habitat. Il sovrappascolo e lo sviluppo di infrastrutture agricole hanno portato alla frammentazione delle zone di habitat rimaste e al loro degrado. Ciò ha portato alla scomparsa di quelle specie che necessitano di territori molto vasti. In passato, alcune specie furono oggetto di campagne di sterminio dirette, attuate tramite il bracconaggio e l'utilizzo di pesticidi. Vittime di tali campagne di distruzione furono roditori fossori che vivono in colonie (marmotte, scoiattoli di terra), grossi uccelli rapaci e insetti fitofagi (cavallette). Un serio problema è stato l'introduzione nella regione, specialmente nelle foreste a galleria che si sviluppano lungo i fiumi, di alcuni voraci rappresentanti della famiglia dei Corvidi, come il corvo eurasiatico (Corvus frugilegus) e la cornacchia grigia (C. cornix).
Dopo il 1990, l'agricoltura è diminuita significativamente. Molti terreni dissodati sono stati abbandonati. L'impiego dei pesticidi è diminuito fino all'1% dei livelli precedenti. Tuttavia, allo stesso tempo, il bracconaggio ai danni di alcune specie ha raggiunto livelli senza precedenti, mentre le minacce legate alle industrie petrolifere e all'estrazione mineraria sono andate costantemente crescendo.